# Anders Svanebo
Karl-Erik Anders Svanebo (* 19. Mai 1984 in Sundsvall) ist ein ehemaliger schwedischer Skilangläufer und Triathlet.

## Werdegang
Svanebo debütierte im November 2004 im Skilanglauf-Weltcup beim 15-km-klassisch-Rennen in Gällivare, das er auf Rang 94 beendete. Im Februar 2010 erreichte er über 15 km Freistil in Sigulda mit Platz acht sein erstes Top-10-Ergebnis im Scandinavian Cup und gewann zwei Wochen später in Spåtind das 15-km-Freistil-Verfolgungsrennen. Mit der schwedischen Staffel erreichte Svanebo beim Weltcup in Lahti im März desselben Jahres als Schlussläufer Platz neun. Anfang Januar 2015 nahm er an der Tour de Ski teil, die er als 36. beendete, und erzielte später im Monat mit Platz 24 über 15 km Freistil sowie Rang 22 im Skiathlon in Rybinsk seine ersten Weltcuppunkte. Beim Weltcup in Östersund platzierte sich Svanebo im Februar 2015 mit Rang 26 über 15 km Freistil erneut in den Punkterängen; später im selben Monat wurde er im Scandinavian Cup Vierter beim 30-km-Freistil-Massenstartrennen in Madona. Letztmals im Weltcup startete er im Januar 2017 in Falun, wobei er den 46. Platz im 30-km-Massenstartrennen errang. Ende März 2017 wurde er in Umeå schwedischer Meister über 50 km Freistil.
Im Rollerski wurde Svanebo 2011 Schwedischer Meister, gewann bei den Weltmeisterschaften 2013 in Bad Peterstal zwei Bronzemedaillen sowie 2011 in Kristiansund Gold mit der schwedischen Staffel und erzielte insgesamt sieben Weltcupsiege. 2012 gewann er den Rollerski-Gesamtweltcup. Bei den Rollerski-Weltmeisterschaften 2017 in Sollefteå gewann er die Silbermedaille im 20-km-Massenstartrennen und die Goldmedaille über 22,5 km Freistil.
Im Wintertriathlon gewann Svanebo 2009 in Látky-Mláky den Europameistertitel in der Altersklasse 25–29.

## Privates
Svanebo ist der Cousin des Skilangläufers und Triathleten Andreas Svanebo.

## Erfolge

### Siege bei Continental-Cup-Rennen
| Nr. | Datum            | Ort     | Disziplin                 | Serie            |
| --- | ---------------- | ------- | ------------------------- | ---------------- |
| 1.  | 21. Februar 2010 | Spåtind | 15 km Verfolgung Freistil | Scandinavian Cup |

### Siege im Rollerski-Weltcup
| Nr. | Datum              | Ort               | Disziplin                        |
| --- | ------------------ | ----------------- | -------------------------------- |
| 1.  | 18. Juni 2010      | Markkleeberg      | 9,85 km Prolog Freistil          |
| 2.  | 20. Juni 2010      | Markkleeberg      | 29,25 km Verfolgung Freistil     |
| 3.  | 25. Juli 2010      | Bad Peterstal     | 11,3 km Berglauf Freistil        |
| 4.  | 11. August 2010    | Aure/Kristiansund | 24 km Freistil Massenstart       |
| 5.  | 6. Juli 2012       | Markkleeberg      | 8 km Freistil Individualstart    |
| 6.  | 8. Juli 2012       | Markkleeberg      | 20 km Verfolgung Freistil        |
| 7.  | 16. September 2012 | Toblach           | 16 km Freistil Individualstart   |
| 8.  | 3. August 2017     | Sollefteå         | 22,5 km Freistil Individualstart |